# L'Italienne (Van Gogh)
Pour les articles homonymes, voir L'Italienne.
L'Italienne est un tableau peint à l'huile sur toile du peintre néerlandais Vincent van Gogh. Datant de 1887, il s'agit d'un portrait réalisé à Paris. Cette peinture se trouve au Musée d'Orsay, à Paris.

## Description
Le sujet représenté est une femme assise, probablement Agostina Segatori, ancienne modèle et propriétaire du café du Tambourin, sur le boulevard de Clichy. Van Gogh a eu avec elle une brève relation amoureuse quelques mois avant d'exécuter ce portrait.
La femme est représentée de face, vêtue d'habits folkloriques avec un foulard rouge sur la tête, couvrant ses cheveux noirs. Elle est assise sur une chaise bleue, dont on aperçoit seulement un coin derrière elle. Le fond est de couleur jaune uniforme, qui rappelle la technique du point de couleur pure et opaque des estampes. Cette absence de perspective donne au modèle une certaine importance. Sur le côté droit et sur le côté supérieur de la toile est peint une bordure hachurée dont les couleurs rappellent celles de la jupe du modèle.